# Oxalis deserticola
Oxalis deserticola är en harsyreväxtart som beskrevs av Salter. Oxalis deserticola ingår i släktet oxalisar, och familjen harsyreväxter. Inga underarter finns listade i Catalogue of Life.